# IFamily
iFamily fue una serie de televisión española de comedia, emitida por La 1 de TVE. Se estrenó el 7 de marzo de 2017 y finalizó el 18 de abril de 2017.

## Sinopsis
iFamily' es una comedia española producida por Televisión Española junto a Juan Alexandre ('Ana y los siete'), escrita por José Luis Acosta y dirigida por Rafa Montesinos. 
La serie gira en torno a las aventuras de Kike y Luis, dos hermanos totalmente opuestos y que no se soportan el uno al otro pero que tendrán que conseguir sacar a su familia adelante fingiendo ser de una manera totalmente diferente a como realmente son. 
Luis, papel interpretado por Antonio Garrido, tiene cuatro hijos de los que nunca se ha ocupado hasta ahora que quiere y no puede: Laura (Sara Vidorreta), Carlos (Santi Díaz), Miguel (Arnau Colomer) y Ana (Alicia Chojnowski).
Luis nunca ejerció de padre y ahora que debe y quiere, no puede. Kike siempre huye de las responsabilidades y ahora le llega la mayor de ellas. Girón, un implacable abogado y Curro, un liante profesional y dueño del bar del barrio donde ambos crecieron, serán los consejeros de uno y otro. También aparecerá Lola, una trabajadora social tan estricta en lo profesional como insegura en lo personal que seguirá de cerca la educación de los niños. Una familia atípica, actual y "conectada".
Su hermano, Kike (Raúl Fernández), es un chico que huye de todo tipo de preocupaciones y que dedica su tiempo libre a vivir la vida y a jugar a las cartas. Cuando menos se lo espera le llega su primera y más importante responsabilidad: cuidar de sus sobrinos pero no sin antes lograr convencer a Lola (Bárbara Goenaga) de que, a pesar de su forma de afrontar el día a día, está totalmente capacitado para ello. 
La ficción cuenta con un reparto estrella que lo completan Fernando Cayo, que da vida al abogado de Luis; Antonio Resines, que encarna a Curro, un empresario que no es trigo limpio; Karmen Garay, Inés en 'iFamily', la hija de Curro; Alicia Fernández, que interpreta a África, la niñera, y Chanel Terrero, que es Isa, la actual novia de Luis. La serie se estrena el martes 7 de marzo de 2017.

## Reparto
- Raúl Fernández: Enrique Molina "Kike"
- Antonio Garrido: Luis Molina
- Antonio Resines: Curro
- Fernando Cayo: Pedro Girón
- Bárbara Goenaga: Lola
- Santi Díaz: Carlos Molina
- Karmen Garay: Inés
- Arnau Colomer: Miguel Molina
- Alicia Fernández: África
- Alicia Chojnowski: Ana Molina
- Sara Vidorreta: Laura Molina
- Chanel Terrero: Isabel "Isa" (Capítulo 2 - Capítulo 8)
- Susana Béquer: Clara (Capítulo 2 - Capítulo 8)
- Darío Paso: Toni (Capítulo 2, Capítulo 8)
- Carlota García: Karmen (Capítulo 2 - Capítulo 4; Capítulo 6 - Capítulo 8)
- Magdalena Broto: Enfermera Fake (Capítulo 2 - Capítulo 5, Capítulo 8)
- Denisse Peña: Patricia (Capítulo 3, Capítulo 5 - Capítulo 8)
- Roberto Correcher: Padre Tomás (Capítulo 3 - Capítulo 5, Capítulo 8)
- Javier Ruiz de Somavía: Pablo (Capítulo 3 - Capítulo 5, Capítulo 8)
- Pablo Arbués: Manu (Capítulo 4 - Capítulo 5, Capítulo 8)
- Javier Mendo: Lucas (Capítulo 4 - Capítulo 6, Capítulo 8)
- Miriam Correa: Chica pruebas paternidad (Capítulo 6 - Capítulo 7)
- María Maroto: Secretaria Judicial (Capítulo 7 - Capítulo 8)
- Diana Ramírez: Profesora de Yoga (Capítulo 7 - Capítulo 8)
- Guillermo Campra: Nacho (Capítulo 2)
- Alex Rillo: Sergio (Capítulo 3)
- Jorge Cabrera: El Nene (Capítulo 3)
- Guillermo Lavado: Guillermo (Hermano Manu) (Capítulo 4)

## Episodios y audiencias
| N.º | Título                               | Dirigido por           | Escrito por                                       | Fecha de emisión original | Audiencia        |
| --- | ------------------------------------ | ---------------------- | ------------------------------------------------- | ------------------------- | ---------------- |
| 1   | «Y de repente un extraño»            | Rafa Montesinos        | José Luis Acosta                                  | 7 de marzo de 2017        | 1 520 000 (8,7%) |
| 2   | «New Kike Man»                       | Rafa Montesinos        | José Luis Acosta                                  | 14 de marzo de 2017       | 1 162 000 (7,0%) |
| 3   | «Retorno al pasado»                  | Antonio Recio Beladiez | José Luis Acosta y Juanjo Díaz                    | 21 de marzo de 2017       | 1 009 000 (6,3%) |
| 4   | «Feliz cumpleaños»                   | Antonio Recio Beladiez | José Luis Acosta, Carlos Asorey y Luis Marías     | 28 de marzo de 2017       | 1 132 000 (6,6%) |
| 5   | «¿Y ahora qué?»                      | Iñaki Peñafiel         | José Luis Acosta, Iñaki San Rómán y María Miranda | 4 de abril de 2017        | 868 000 (5,5%)   |
| 6   | «Padre no hay más que uno»           | Iñaki Peñafiel         | Verónica Marzá y Fernando Sancristóbal            | 11 de abril de 2017       | 703 000 (5,0%)   |
| 7   | «Miedo a las jeringuillas»           | Rafa Montesinos        | José Luis Acosta y Laura Martel                   | 11 de abril de 2017       | 423 000 (5,3%)   |
| 8   | «La verdad y nada más que la verdad» | Rafa Montesinos        | José Luis Acosta                                  | 18 de abril de 2017       | 360 000 (6,5%)   |